# Ben Reilly
Benjamin "Ben" Reilly è un personaggio dei fumetti creato da Gerry Conway (testi) e Ross Andru (disegni) nel 1975, pubblicato dalla Marvel Comics. La sua prima apparizione è in The Amazing Spider-Man (vol. 1) n. 149.
Oltre a vestire i panni dell'Uomo Ragno per un breve periodo, è stato conosciuto come "Ragno Rosso". Il suo nome è composto dal nome dello zio di Peter e il cognome di zia May da nubile.

## Biografia del personaggio
Reilly era un clone, una copia genetica creata in laboratorio dal defunto scienziato folle Miles Warren, utilizzando il DNA di Peter Parker, ovvero l'Uomo Ragno e alcune sue cellule mnemoniche.
Identico in tutto e per tutto all'originale e con gli stessi ricordi di vita passata, Ben Reilly è stato creduto morto, dopo una battaglia tra il ragno e Warren, dopo la quale Peter, ormai convinto di essere il vero Uomo Ragno, abbandonò quello che credeva il cadavere del suo clone in una ciminiera per cancellare ogni traccia della sua esistenza. Per molti anni Reilly ha vagabondato per gli Stati Uniti d'America cercando di trovare una giustificazione alla propria non-esistenza fino a quando, giunto a New York per l'apparente morte di May Parker, rocamboleschi eventi lo portano di nuovo a rivivere eventi passati della vita di Peter Parker.
Qui indossò i panni del Ragno Rosso e andò alla ricerca della propria identità tra i grattacieli di Manhattan scontrandosi con i New Warriors e altri supereroi.
Con l'identità di Ben Reilly (Reilly è il cognome da nubile di zia May) si spacciò per il cugino di Peter (tingendosi i capelli di biondo per distinguersi da lui) e difese l'Uomo Ragno e sua moglie Mary Jane Watson da Kaine, un clone sfigurato di Peter, che lo odiava e voleva ucciderlo.
Dopo alcune analisi (che in seguito si riveleranno fasulle) emerse che Ben era l'originale e Peter il clone, che ne aveva inconsapevolmente usurpato l'identità in tutti questi anni.
Alla luce di questa nuova scoperta, Peter si ritirò dalla sua vita come eroe per badare alla moglie incinta, trasferendosi a Portland, mentre Ben prese il suo posto come Uomo Ragno, indossando un nuovo costume. In questo breve periodo incontrò Devil e affrontò con lui Shooter, un killer che voleva farsi un nome uccidendo Devil e l'Uomo Ragno.
Quando Peter ritornò a New York i due affrontarono la minaccia di Goblin, alias il redivivo Norman Osborn, creduto morto ma in realtà sopravvissuto al loro ultimo scontro e che aveva tramato in gran segreto per tutti questi anni.
Nello scontro Ben salvò la vita a Peter, facendogli scudo col suo corpo e rimanendo infilzato dall'aliante di Goblin; il suo cadavere pochi istanti dopo la sua morte cominciò a polverizzarsi, togliendo ogni dubbio su chi fosse il vero clone; difatti fu Osborn a falsificare le analisi fatte dai due in precedenza, allo scopo di traumatizzare Peter. In quel giorno non morì solo Ben; Mary Jane diede alla luce una bambina già morta. Dopo questa ennesima tragedia, Peter tornò a essere l'Uomo Ragno, ispirato dal coraggio e dal senso del dovere di Ben, che in punto di morte gli disse: «Clone o no, adesso l'Uomo Ragno sei tu».
Durante Civil War Peter Parker si è smascherato pubblicamente; per poter continuare ad insegnare nella stessa scuola e, contemporaneamente, a proteggere i suoi studenti dai criminali che li volevano impiegare come ostaggi per stanarlo, ha assunto l'identità di Ben Reilly, utilizzando un proiettore olografico usato anni prima da Nightcrawler per nascondere le sue sembianze disumane. Non si tratta quindi di un ritorno dalla morte del vero Ben, ma di un omaggio che Peter ha voluto fare all'uomo che, in qualche modo, era più che un fratello per lui.

### Il complotto del clone
Ben viene riportato in vita da Miles Warren attraverso una nuova procedura di clonazione che permette ai soggetti di conservare i ricordi, fino al momento della morte. Poiché la procedura ha causato la degenerazione cellulare, Reilly viene costantemente ucciso e resuscitato da Warren nel tentativo di trovare una cura.
Alla fine Reilly riuscì a liberarsi dalle manette usate per bloccarlo e attaccò Warren, arrivando quasi a ucciderlo. Tuttavia, all'ultimo secondo, Reilly capì che c'erano altri modi per affrontare Warren e decise di tramortirlo e di clonarlo più volte per convincere anche il vero Warren di essere un clone.
Reilly convinse Warren e i suoi cloni a lavorare per lui in cambio delle pillole da lui create per bloccare la degenerazione cellulare e prese l'identità dello Sciacallo. Successivamente fondò la New U Technologies deciso a usare la tecnologia di Warren per fare del bene.
Come Sciacallo si creò una rete di contatti negli Stati Uniti, utilizzando la procedura di clonazione di New U per riportare in vita i cari di membri del governo, di agenzie rivali, istituzioni mediche e anche dei media. Ad un certo punto, Ben resuscitò anche Gwen Stacy, che venne convinta a lavorare per lui dal clone di George Stacy, che Ben aveva clonato in precedenza.
Per rafforzare la sua impresa, lo Sciacallo reclutò numerosi nemici di Spider-Man, tra cui il Rhino, Lizard ed Electro depurato, ma non riuscì ad assicurarsi la collaborazione di Kingpin e spacciò la New U, come un'azienda farmaceutica che forniva cure mediche di alto livello utilizzando organi clonati.
Come parte del piano di Ben per convincere Peter Parker a unirsi a lui fece in modo che la dottoressa Clarkson si offrisse di curare il nuovo marito di Zia May Jay Jameson, ma Peter invece usò il trattamento per un suo dipendente gravemente ferito Jerry Salteres e quando una volta "guarito" questi fece scattare il suo senso di ragno, Peter diventato sospetto sulla New U mandò il suo alleato Prowler a indagare sulla loro sede a San Francisco, ma Prowler venne imprigionato e clonato. Lo sciacallo ha poi riportato in vita la moglie Jonah Jameson per sfruttare il suo lavoro in televisione per fare pubblicità alla New U e innumerevoli amici e nemici di Spider-Man tra cui il Dottor Octopus.
Dopo che Jerry Salteres viene prelevato dalla New U dopo aver sofferto di degenerazione cellulare avendo dimenticato di prendere le sue pillole, Spider-Man ha indagato personalmente sulla New U e dopo varie vicende scopre la verità. Quando il clone si offre di riportare in vita zio Ben, Peter ne fu tentato e si lasciò condurre al rifugio di Ben che gli mostro l'apparente utopia che aveva costruito, un luogo in cui amici e nemici di Spider-Man coesistevano pacificamente. Comprendendo che Ben possedeva il potere ma non la responsabilità, Peter lo rimproverò, spingendo Ben a ordinare ai cattivi che aveva riportato in vita di attaccarlo.
Reilly tornò al laboratorio, dove Anna Maria Marconi, in ostaggio di Doc Ock e Ben, aveva scoperto che era uno specifico tipo di frequenza che causava il decadimento cellulare, e che una frequenza inversa poteva fermarlo; purtroppo Doc Ock ha amplificato la frequenza responsabile del decadimento convogliandola in tutta la base dopo aver scoperto che lo Sciacallo era un clone, avendo deciso di sabotare la sua impresa per aver mancato di rispetto ad Anna Maria, che Otto amava.
Quando tutti i cloni nella base iniziarono a morire e trasformarsi in Carrion, Ben decise di trasmettere il segnale di decomposizione in tutto il mondo, causando un'epidemia di virus Carrion a livello globale, con l'intenzione di riportare in vita ogni singolo individuo come un clone.
Ben continuò a combattere il Dottor Octopus mentre Spider-Man trasmetteva globalmente la frequenza inversa, fermando l'epidemia e curando tutti coloro che non si erano ancora completamente distrutti. Durante la loro lotta, Octavius ha impedito a entrambi di essere curati.
Ben allora ha tentato di trasferire la sua mente ma Otto lo precedette; riuscì comunque a stabilizzare il suo corpo e fuggito si trovò di fronte il vero Miles Warren deciso a vendicarsi di Reilly per averlo privato della sua identità. Lo Sciacallo alla fine fu sconfitto e sepolto sotto le macerie di una casa in fiamme. Ben si preparò dunque a creare un nuovo futuro per se stesso.

## Altre versioni

### Versione Ultimate
Nell'universo Ultimate, Ben Reilly non è il clone dell'Uomo Ragno, bensì uno scienziato di colore aiutante di Curtis Connors. Dopo aver capito che il giovane Parker è l'eroe Spider-Man, ruba un suo campione di sangue dal laboratorio di Connors, per poi donarlo alla CIA per fornirle cloni da utilizzare in missioni troppo estreme per gli altri agenti. A causa di questo gesto partirà la Saga del Clone.

### MC2
Il Ragno Rosso non compare nell'universo MC2, ma viene spesso nominato da Mayday Parker, la figlia di Peter, che lo considera come uno zio. Inoltre, il costume che May utilizza è lo stesso che utilizzò Ben nel periodo che si sostituì a Peter. Tuttavia la figlia di Felicia, Felicity Hardy, ne ha vestito i panni per diventare la socia di Spider-Girl nella lotta contro il crimine creando una serie di gadget ipertecnologici per compensare la sua mancanza di poteri. Il Ragno Rosso qui ha avuto un figlio di nome Reilly Tyne, anch'egli supereroe, che si fa chiamare Darkdevil.

### Marvel vs. DC
Durante il crossover Marvel vs. DC, l'Uomo Ragno che affronta Superboy è proprio Ben Reilly (poiché, nel periodo in cui il crossover è ambientato, Peter era convinto di essere lui stesso il clone, e si era ritirato dalle scene), che viene assunto da Perry White per lavorare come fotografo assieme a Clark Kent (alias Superman). Nell'universo Amalgam Superboy e Ben (avendo in comune di essere entrambi cloni dei due celebri supereroi) vengono fusi nell'incredibile Ragno-Boy.

### Terra 94
In questo mondo Peter perse i suoi poteri e Ben lo rimpiazzò come Spider-Man. A differenza del Peter di terra 616, riuscì a impedire la morte di Marla Madison, per mano dell'Ammazzaragni, e la possessione da parte del Dottor Octopus. Questo Ben Reilly comparirà in Ragnoverso e insieme a Kaine e Ultimate Jessica Drew si recherà nella fabbrica di cloni degli eredi per bloccarne la produzione, cosa che riuscirà solo grazie al sacrificio di Ben.

## Poteri e abilità
Ben Reilly ha la stessa forza e agilità di Peter, inoltre è riuscito a modificare i lancia-ragnatele per far in modo che sparassero anche aculei soporiferi e sfere di ragnatela espansiva superavvolgente. Come l'Uomo Ragno ha il senso di ragno che lo avverte del pericolo, però non lo avverte della presenza di Peter o di altri cloni poiché sulla stessa frequenza.

## Altri media

### Cinema
Ragno Rosso appare nel film animato Spider-Man: Across the Spider-Verse.

### Televisione
Ben Reilly appare in The Amazing Spider-Man interpretato da Nicholas Hammond.

#### Animazione
- Ragno Rosso appare in un cameo in Insuperabili X-Men.
- Ragno Rosso appare in un cameo ne I Fantastici Quattro.
- Una versione alternativa di Ben Reilly nei panni del Ragno Rosso (nel doppiaggio italiano tradotto come "Ragno Scarlatto") appare in Spider-Man - L'Uomo Ragno, dove aiuta lo Spider-Man protagonista insieme a molto suoi alter ego delle varie dimensioni a sconfiggere il Peter Parker della sua realtà, posseduto da Carnage, arrivato dalla realtà del protagonista.
- Compare anche nella serie Ultimate Spider-Man, in cui è un orfano allevato dal Dottor Octopus per uccidere Spiderman. Qui ha anche un potere che Peter non ha: due artigli. In questa serie sembra morire pentendosi di aver fatto il doppio gioco con Peter. Successivamente dopo si scoprirà essere ancora vivo e che in realtà è un clone di Spider-Man.

### Videogiochi
- Ragno Rosso / Spider-Man compare come skin di Spider-Man in Spider-Man.
- Ragno Rosso compare come skin di Spider-Man in Marvel: La Grande Alleanza.
- Spider-Carnage / Spider-Man compare come skin di Spider-Man in Spider-Man: Il regno delle ombre.
- Ragno Rosso compare come skin di Spider-Man in Spider-Man: Shattered Dimensions.
- Ben Reilly / Spider-Man compare come skin di Spider-Man in Spider-Man: Edge of Time.
- Ragno Rosso compare in Marvel Super Hero Squad Online.
- Ragno Rosso compare in Marvel Heroes.
- Ragno Rosso / Spider-Man / Chasm compare in Marvel Puzzle Quest.
- Ragno Rosso compare in LEGO Marvel Super Heroes.
- Ragno Rosso compare in Spiderman Unlimited.
- Ragno Rosso / Chasm compare in Marvel Future Fight.
- Ragno Rosso compare in LEGO Marvel's Avengers.
- Ragno Rosso compare in LEGO Marvel Super Heroes 2.
- Ragno Rosso compare in Marvel Strike Force.
- Ragno Rosso compare come skin di Spider-Man in Spider-Man.
- Ragno Rosso compare in Marvel Realm of Champions.
- Spiderman / Spider-Carnage compare in Marvel Duel.
- Ragno Rosso compare come skin di Spider-Man in Spider-Man 2.
- Chasm compare come skin di Spider-Man in Marvel Rivals.